# 15,2 cm kanon m/98
15,2 cm kanon m/98 var en Boforstillverkad sjöartilleripjäs vilken utgjorde den sekundära bestyckningen på de svenska pansarskeppen ur Äran-klassen samt på HMS Dristigheten. När dessa fartyg utrangerades överfördes kanonerna till Kustartilleriet som använde dem som fasta kustartilleripjäser.
Pjäsen användes även på HMS Älvsnabben (M01) fram till hennes utrangering 1982.

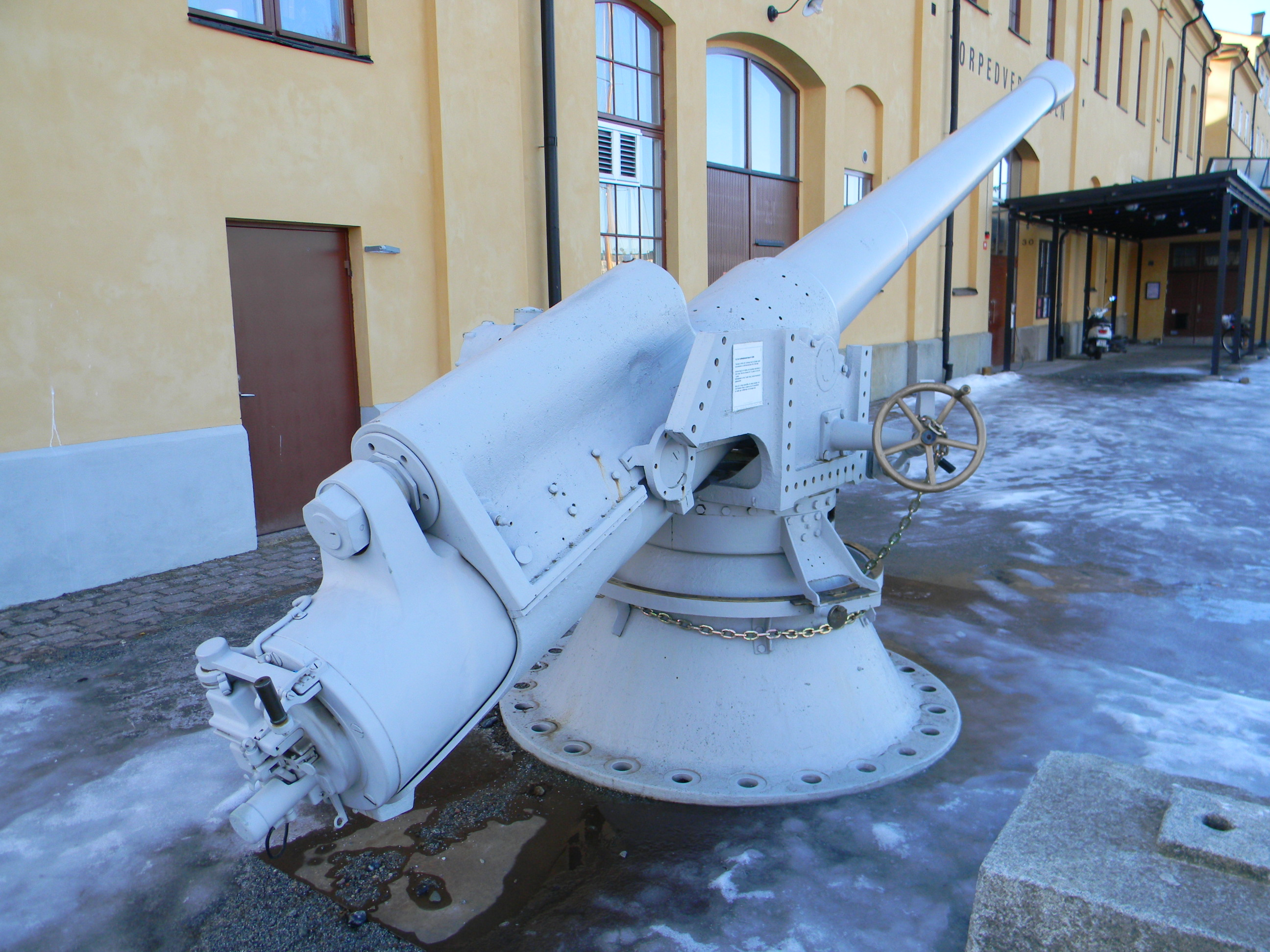
Kanonen sedd bakifrån.